# حسن‌آباد (آوج)
حسن‌آباد یک روستا در ایران است که در دهستان حصار ولیعصر شهرستان آوج واقع شده‌است. حسن‌آباد ۸۰ نفر جمعیت دارد.